# Telescopio VSA

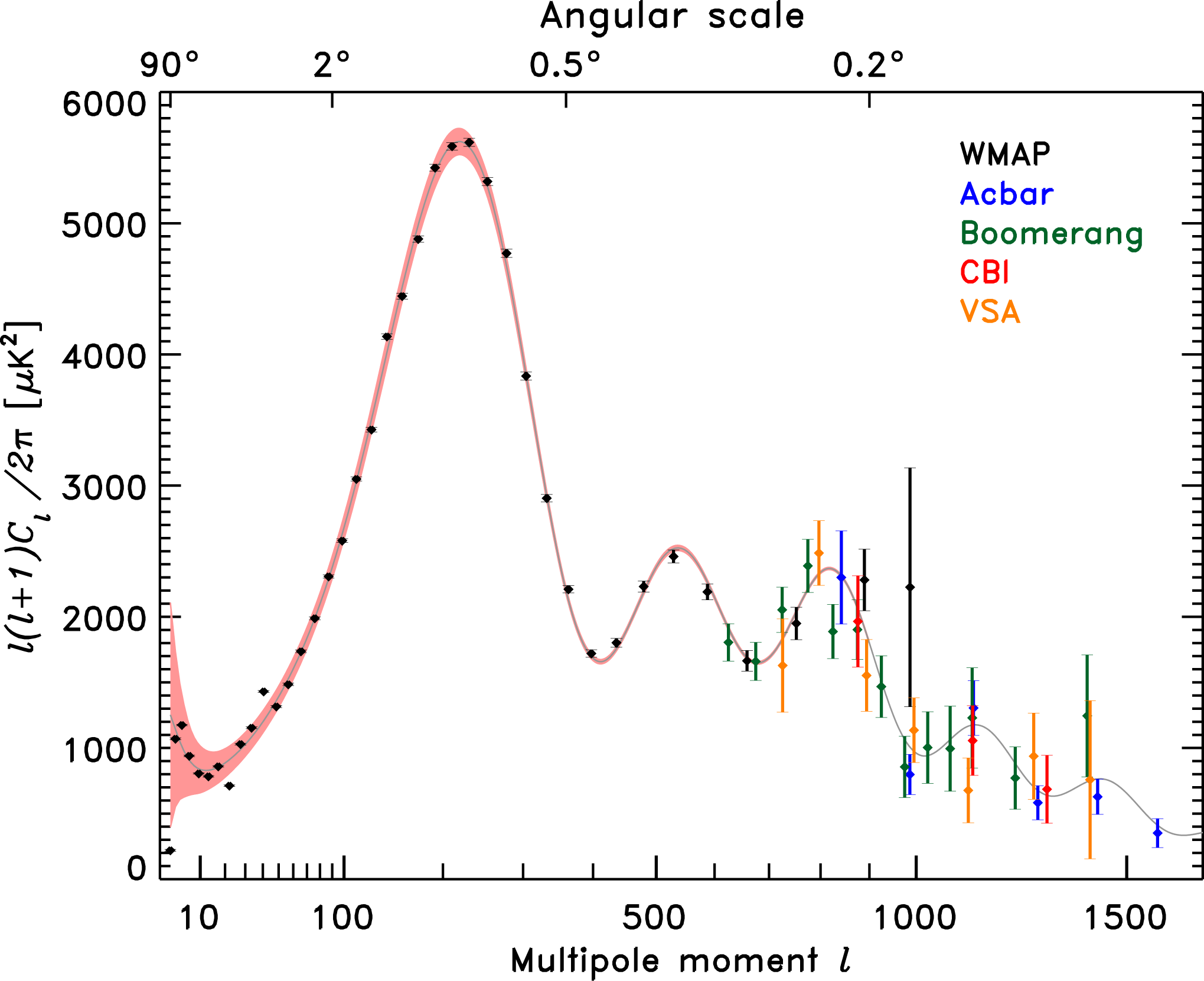
Spettro di potenza delle anisotropie di temperatura della CMB in termini di scala angolare (o momenti di multipolo).

Il telescopio VSA ('Very Small Array) è uno strumento composto da 14 interferometri operanti tra i 26 e i 36 GHz usati per studiare la radiazione cosmica di fondo (CMB). È una collaborazione tra l'Università di Cambridge, l'Università di Manchester e l'Istituto di Astrofisica delle Canarie (Tenerife), ed è installato all'Osservatorio del Teide a Tenerife.
Le caratteristiche del telescopio sono comparabili ad altri esperimenti sulla CMB come quelli da pallone BOOMERang e MAXIMA o da terra come DASI e CBI.

## Lo strumento
Il telescopio consiste di 14 elementi, ognuno dei quali ha un'antenna a riflettore che focalizza in segnale astrofisico in singoli ricevitori di tipo HFET operanti a una temperatura di 12 K. Il telescopio può essere utilizzato in tre configurazioni: "compatta", "estesa" e "super-estesa". Ognuna di esse differisce per la distanza che separa gli elementi e la dimensione delle antenne. La configurazione compatta utilizza antenne da 143 mm di diametro, mentre quella estese usa antenne da 322 mm. Ciò porta la configurazione compatta ad avere un fascio principale di 4,5 gradi e una risoluzione di 30 arcominuti, mentre la configurazione estensa un fascio principale da 2 gradi e una risoluzione di 12 arcominuti. Rispettivamente, le due configurazioni posso osservare multipoli tra 250 e 1500. La configurazione super-estesa può misurare multipoli fino a 3000 con un'antenna di 550 mm.